# Fronteira Mali–Mauritânia
A fronteira entre o Mali e a Mauritânia é a linha que limita os territórios do Mali e da Mauritânia. Com 2237 km de extensão, é uma das mais longas fronteiras em África, no sul do deserto do Saara. 

## Disposição
A fronteira se estende entre duas fronteiras tríplices: Mali- Mauritânia-Senegal no sul e Mali-Mauritânia-Argélia no norte. É formada por três trechos quase retilíneos, na sequência a seguir:
- pouco ao norte do paralelo 15 N
- próximo e quase paralelo ao meridiano 4 W
- mais curto sobre o paralelo 25 N

## Segurança
Há diversos pontos de controlo fronteiriço, mas poucos são confortáveis para o viajante. A principal fronteira é a da estrada entre Ayunu l-Atrus na Mauritânia e Nioro no Mali. 
A zona de fronteira oferece pouca segurança, e como é remota está sujeita à permanência de bandidos, pelo que convém sempre viajar na zona em grandes grupos.
Nos últimos anos, a região fronteiriça tornou-se muito insegura, devido ao aumento do terrorismo e da guerra no norte do Mali, levando a Mauritânia a declarar a fronteira uma 'zona interdita' em 2017.